# Antonio Scaramusso
 Antonio Scaramusso   1 de diciembre de 1892, Buenos Aires  –  † 20 de octubre de 1967  , Buenos Aires) fue presidente del Club Atlético San Lorenzo de Almagro

## Biografía
Nació en el barrio de Almagro y fue un importante dirigente del Club San Lorenzo de Almagro.

#### Presidente delClub Atlético San Lorenzo de Almagro
Fue elegido el primer presidente del Club Atlético San Lorenzo de Almagro en 1908. Luego de un proceso de inactividad del club fue un integrante fundamental para su nuevo impulso deportivo  siendo nuevamente el presidente de Club Atlético San Lorenzo de Almagro desde el año 1915.

## Trayectoria presidente San Lorenzo de Almagro
El club Atlético San Lorenzo de Almagro desde su fundación en el año 1908 hasta el año 1911 participó de los campeonatos teniendo un equipo mayor y un equipo menor. En el fin del año 1911 deciden en asamblea disolver provisoriamente el club hasta obtener sus integrantes una mayor edad. Los integrantes se van a otros clubes, jugando con otras camisetas durante el año 1912 y 1913. El sello y demás papeles quedaron en poder de  Antonio Scaramusso, que mantenía el puesto de presidente. El dinero que eran aproximadamente $127 es guardado y custodiado por  Federico Monti. El club continuaba latente, realizando algunas reuniones y hasta jugando algunos partidos, siempre vistiendo los colores de San Lorenzo.
En noviembre de 1913,  José Gorena propuso a  Coll reorganizar el club. Estos hablan con  Federico Monti y Antonio Scaramusso quienes están de acuerdo y junto a otros se encargan de citar a los socios para asamblea de reorganización. Con parte del dinero que guardó  Federico Monti proceden a realizar la afiliación en la Asociación Argentina de Football. En esta asamblea se crea la nueva comisión directiva, quedando formada por: José Gorena, presidente; Antonio Scaramusso, secretario; Robustiano Castro, prosecretario y Federico Monti, tesorero. Se reunían en el domicilio de los Coll en Treinta y tres orientales y calle Agrelo, y se consideraba el domicilio de la secretaría.
José Gorena se mantiene como presidente durante 1914 y 1915. El 1 de enero de 1915 se produce el ascenso a primera al vencer a club Honor y Patria, lo cual fue altamente exitoso.
Durante su periodo se intenta poseer una cancha propia. Se remodela la cancha de club Olimpia en el barrio de  Liniers pero debido a que no permite su uso la Municipalidad, no podrá utilizarla y perderán todo el dinero invertido en su remodelación. Esto lleva a alquilar la cancha del club Ferro Carril Oeste. Al renunciar durante el 1915, queda como presidente Antonio Scaramusso quien dará nuevos impulsos a la cancha propia y logrará la creación del Gasómetro .
| Predecesor: - | Presidente del Club Atlético San Lorenzo de Almagro 1908 - 1914 | Sucesor: José Gorena |

| Predecesor: José Gorena | Presidente del Club Atlético San Lorenzo de Almagro 1915 - 1920 | Sucesor: Eduardo Larrandart |

## Citas
```
“Los 50 años transcurridos, ofrecen lo que es capaz de realizar el optimismo en las grandes iniciativas, cuando se tiene fe en los destinos de las Instituciones y la firmeza y el empeño en sostener los elevados propósitos que lo han inspirado..” con motivo de las Bodas de Oro de la Institución en el año en 1958.
```